# روبرت إس. سميث
روبرت إس. سميث (بالإنجليزية: Robert S. Smith)‏ هو قاضي ومحامي أمريكي، ولد في 31 أغسطس 1944 في نيويورك في الولايات المتحدة.

## وصلات خارجية
- روبرت إس. سميث على موقع إن إن دي بي (الإنجليزية)